# Franck Amsallem
Franck Amsallem (Orán, 1961. október 25. –) francia dzsesszzongorista, énekes, hangszerelő, zenepedagógus.

## Pályafutása
Hétéves korától tanult zongorázni. Később Szaxofonozni is megtanult. Olyan muzsikosokat hallgatott a Nizzai Jazz Fesztiválon, mint Thad Jones, Count Basie, Charles Mingus, Bill Evans, Sonny Stitt és Stan Getz. Ezek mindegyike nagy hatással volt rá.
Amsallem 1976-ban, tizennégy évesen kezdett koncertezni Nizzában. Középiskolás korában tánczenekarokban játszott a Cote d'Azur-on. Ösztöndíjat kapott a Berklee College of Musicon, ahol zeneszerzést és hangszerelést tanult.
1986-ban New Yorkba költözött mesterképzésre a Manhattan School of Musicban. 1986 és 1990 között klasszikus zongora képzését is folytatta. A BMI Jazz Composers' Workshopon való részvételével bővítette szakmai tanulmányait. Ezután Gerry Mulligan, Joe Chambers, Gary Peacock, Bill Stewart, Joshua Redman, Maria Schneider, Jerry Bergonzi, Charles Lloyd, Bobby Watson, Roy Hargrove, Kevin Mahogany, Ravi Coltrane, Bob Brookmeyer, Bob Belden, Sonny Fortune, Tim Ries, Gary Bartz, Rick Margitza, Joe Roccisano, a Blood, Sweat & Tears és Harry Belafonte mellett zongorázott.
1990-es debütáló lemezét, az „Out a Day”-t Gary Peacock basszusgitáros és Bill Stewart dob részvételével rögzítették. Az albumot  jól fogadta a nemzetközi szaksajtó. Azóta vezényelt és felvett big band zenét különböző együttesekkel.
Tanított és tartott workshopokat több országban. Mintegy tizenegy albumot rögzített zenekarvezetőként. Zenekarával turnézott az Északi-tengeri Jazz Fesztiválon, Poriban, Moldében, Párizsban, Antibes Juan-les-Pins-ben, a Nizzai Jazz fesztiválon.

## Albumok
- 1990: Out a Day
- 1993: Regards
- 1996: Is That So
- 1997: Another Time
- 1998: Years Gone By
- 2000: On Second Thought
- 2003: Summer Times
- 2005: A Week in Paris
- 2009: Amsallem Sings
- 2014: Franck Amsallem Sings Vol. II
- 2018: At Barloyd's
- 2019: Gotham Goodbye

## Díjak
- 1981-1983: Berklee College of Music ösztöndíja
- 1983-1984: A Kulturális Minisztériumi ösztöndíja a Berklee College of Music-ban való tanulmányokhoz
- 1986-1987: Ösztöndíj: Manhattan School of Music
- 1989: Hivatás Alapítvány díja
- 1989: Prix de composition du National Endowment for the Arts
- 1990: Nemzeti Művészeti Alap: zeneszerzés díja
- 1992: 2. díj: Great American Jazz Piano Competition, (Jacksonville)
- 2010: FACE Award (French American Cultural Exchange)